# Jochen Kruse
Jochen Kruse (* 15. Juni 1955 in Mannheim) ist ein deutscher Journalist und Kommunalpolitiker in Hessen.

## Werdegang
Kruse erwarb als Austauschschüler in Rock Island, Illinois, USA, 1972 das High School Diploma. Nach seinem Abitur 1974 am Ludwig-Wilhelm-Gymnasium in Rastatt studierte er 1975 bis 1979 Bergbaukunde an der Technischen Universität Clausthal. Ab 1979 absolvierte er ein zweijähriges Journalismus-Volontariat beim Motor-Presse-Verlag in Stuttgart und war anschließend bis 1984 als Redakteur bei der Autozeitschrift mot beschäftigt. Ab 1984 war er für die Adam Opel AG tätig, zunächst als Redakteur, später als Chefredakteur der Kundenzeitschrift start und der Mitarbeiterzeitung Opel Post. Als jüngster Pressesprecher in der Automobilindustrie übernahm er im April 1988 die Leitung der Hauptabteilung Presse des Unternehmens. 1991 wechselte Kruse zu ABB nach Mannheim und zeichnete als Prokurist weltweit verantwortlich für die Kommunikation der Verkehrstechniksparte ABB Transportation. Zum 1. September 1993 wurde er zum Chefredakteur der Zeitschrift mot berufen und blieb dies bis zum Jahr 2000. Seit 2000 ist Kruse geschäftsführender Gesellschafter des Redaktionsbüros die Presse-Partner GmbH.
Kruse trat 1982 in die SPD ein. Seit 2006 bis 2016 war Kruse Mitglied der Gemeindevertretung der Gemeinde Birkenau (Hessen) und Vorsitzender der SPD-Fraktion. Er war Vorsitzender des Energieausschusses und stv. Vorsitzender des Hauptausschusses. Seit 2006 ist er außerdem Mitglied des Ortsbeirates von Nieder-Liebersbach.
Kruse ist verheiratet und Vater dreier erwachsener Kinder. Seit 1985 wohnt er in Birkenau. In den 1990er-Jahren nahm er an Automobilrennen teil, darunter fünfmal am 24-Stunden-Rennen auf dem Nürburgring.
Er ist  Vorsitzender der Sportvereinigung Nieder-Liebersbach.

## Weblink
- Vita@presse-partner.com